# ࢥ
Qāf point souscrit ‹ ࢥ › est une lettre additionnelle de l’alphabet arabe utilisée dans l’écriture des langues tchadiennes écrites avec l’alphabet national tchadien comme le mundang. Elle est composée d’un qāf ‹ ق › diacrité d’un point souscrit.

## Utilisation
Dans l’alphabet national tchadien, ‹ ࢥ › représente une consonne occlusive labiale-vélaire voisée [ɡ͡b].